# 方蟹科
方蟹科（Grapsidae）是十足目短尾下目（螃蟹）的其中一個科。他們主要生活在沼澤和近岸的地方，以海藻等為食。

## 分類
方蟹科過往分成多個亞科，但這些亞科現時均已獨立出來成為一個科，再組成方蟹總科。
雖然如此，現時動物學家仍未能肯定方蟹科是否一個單系群。現時方蟹科還有以下十個屬，包括兩個只餘下化石的已滅絕的屬：
- 陸方蟹屬[4]（Geograpsus Stimpson, 1858）
- Goniopsis De Haan, 1833
- 方蟹屬 （Grapsus Lamarck, 1801）
- Leptograpsodes Montgomery, 1931
- Leptograpsus H. Milne Edwards, 1853
- Litograpsus † Schweitzer & Karasawa, 2004
- 大額蟹屬[4] Metopograpsus H. Milne Edwards, 1853
- Miograpsus † Fleming, 1981
- Pachygrapsus Randall, 1840
- Planes Bowdich, 1825

## 外部連結
- 维基共享资源上的相關多媒體資源：方蟹科